# کیزل
شهر کیزل (به روسی: Кизел) در کشور روسیه و در کرای پرم واقع شده‌است.